# 王丹妮
王丹妮（英語：Louise Wong Tan-ni，1990年7月3日—），香港女性模特兒、女演員，在2021年電影《梅艷芳》中飾演梅艷芳，並憑此片於2022年獲頒第40屆香港電影金像獎最佳新演員獎項。

## 簡歷
王丹妮出生於中國大陸山東省，年幼時移居英屬香港，自幼在新界屯門友愛邨長大，就讀沙田東華三院馮黃鳳亭中學。2007年，年僅17歲的王丹妮參加世界精英模特大賽（Elite模特兒比賽/Elite Model Look），先後奪得香港區冠軍和亞太區總冠軍，正式入行做時裝模特兒。
2016年，電影《梅艷芳》開始選角試鏡，王丹妮被邀請參與。因為王丹妮沒有演員經驗，電影開拍前需要接受6個月訓練，由演員廖啟智教授模仿梅艷芳的技巧。電影於2018年拍攝，但至2021年底才正式上映。
2022年，王丹妮參與新電影《毒舌大狀》，此次電影為主要角色之一。

## 感情生活
王丹妮24歲那年意外懷孕並於同年產下一名女兒，原名王雅念，Affa。2016年與澳洲籍香港歌手羅孝勇交往。2020年12月，兩人完婚，女兒改名為羅雅念。2023年11月，二人在澳洲補辦婚禮。

## 軼事
2023年，王丹妮在第42屆香港電影金像獎頒獎典禮為「最佳編劇」獎項擔任頒獎嘉賓。然而，當宣讀得獎名單並唸到得獎者麥天樞的名字時，突然不懂讀「樞」字，就連拍檔劉俊謙也不懂，惟有直接頒奬，表現尷尬。她事後承認在頒獎典禮上表現未如理想，向大會和得獎者致歉。

## 演出作品

### 電影
| 年份   | 片名     | 角色                             | 導演   | 備註       | 香港票房      |
| 2021年 | 梅艷芳   | 梅艷芳                           | 梁樂民 | 第一女主角 | HK$62,520,223 |
| 2022年 | 飯戲攻心 | 梅艷芳                           | 陳詠燊 | 客串       | HK$77,284,947 |
| 2023年 | 毒舌大狀 | 曾潔兒                           | 吳煒倫 | 第一女主角 | HK$1.14億     |
| 2024年 | 焚城     | Madam Chan 陳美恩 (高級消防隊長) | 潘耀明 | 配角       | HK$43,000,000 |
| 2025年 | 臨時決鬥 | 林雪 (廣告界女強人)              | 麥啟光 |            | HK$12,479,465 |
| 2025年 | 營救飛虎 | 三家姐                           |        |            |               |

### 電視劇
| 年份    | 播放平台 | 標題                 | 角色   | 註       |
| ------- | -------- | -------------------- | ------ | -------- |
| 2023 年 | ViuTV    | 那年盛夏我們綻放如花 | 石曉彤 | 特別演出 |
| 未定    |          | 苦力                 |        |          |

### MV
- 2013年：陳奕迅《主旋律》[9]
- 2022年：黎明 《一生幸福》

## 獎項紀錄
| 年份   | 頒獎單位                     | 獎項                 | 作品         | 角色   | 結果 |
| 2022年 | 第16屆香港電影導演會年度大獎 | 最佳新演員           | 《梅艷芳》   | 梅艷芳 | 獲獎 |
| 2022年 | 第40屆香港電影金像獎         | 最佳新演員           | 《梅艷芳》   | 梅艷芳 | 獲獎 |
| 2022年 | 第40屆香港電影金像獎         | 最佳女主角           | 《梅艷芳》   | 梅艷芳 | 提名 |
| 2022年 | 第1屆澳淶塢五大洲電影節      | 最佳華語女主角       | 《梅艷芳》   | 梅艷芳 | 提名 |
| 2022年 | 第21屆香港電影編劇家協會     | 最佳角色演繹         | 《梅艷芳》   | 梅艷芳 | 提名 |
| 2022年 | 第33屆華鼎獎                 | 華語電影最佳新演員   | 《梅艷芳》   | 梅艷芳 | 提名 |
| 2022年 | 第33屆華鼎獎                 | 華語電影最佳女主角   | 《梅艷芳》   | 梅艷芳 | 提名 |
| 2022年 | 第29届北京大学生电影节       | 最佳新演員           | 《梅艷芳》   | 梅艷芳 | 獲獎 |
| 2022年 | 第29届北京大学生电影节       | 最受大學生歡迎新演員 | 《梅艷芳》   | 梅艷芳 | 獲獎 |
| 2022年 | 第5屆MOVIE6全民票選電影大獎  | 最佳新演員           | 《梅艷芳》   | 梅艷芳 | 提名 |
| 2022年 | 第5屆MOVIE6全民票選電影大獎  | 最佳女主角           | 《梅艷芳》   | 梅艷芳 | 提名 |
| 2022年 | 第4届中國影評人協會獎        | 最佳女主角           | 《梅艷芳》   | 梅艷芳 | 提名 |
| 2022年 | 第4届中國影評人協會獎        | 最佳新演員           | 《梅艷芳》   | 梅艷芳 | 獲獎 |
| 2022年 | 第5屆亞洲影藝創意大獎        | 最佳女主角           | 《梅艷芳》   | 梅艷芳 | 提名 |
| 2022年 | 第5屆亞洲影藝創意大獎        | 香港電影最佳女主角   | 《梅艷芳》   | 梅艷芳 | 獲獎 |
| 2022年 | 第35屆中國電影金雞獎         | 最佳女主角           | 《梅艷芳》   | 梅艷芳 | 提名 |
| 2022年 | 第3届光影中国荣誉盛典        | 年度荣誉女演员       | 《梅艷芳》   | 梅艷芳 | 提名 |
| 2022年 | 第3届光影中国荣誉盛典        | 年度荣誉新人演员     | 《梅艷芳》   | 梅艷芳 | 獲獎 |
| 2022年 | 第17屆Yahoo!搜尋人氣大獎     | 本地新演員           | 《梅艷芳》   | 梅艷芳 | 獲獎 |
| 2022年 | 第17屆Yahoo!搜尋人氣大獎     | 本地男女藝人或組合   | 《梅艷芳》   | 梅艷芳 | 提名 |
| 2023年 | 第16屆亞洲電影大獎           | 最佳新演員           | 《梅艷芳》   | 梅艷芳 | 提名 |
| 2023年 | 第8屆微博電影之夜            | 年度女演員           | 《毒舌大狀》 | 曾潔兒 | 獲獎 |
| 2024年 | 第42屆香港電影金像獎         | 最佳女主角           | 《毒舌大狀》 | 曾潔兒 | 提名 |

## 外部連結
- 王丹妮的Facebook專頁
- 王丹妮的Instagram帳戶
- 王丹妮的新浪微博
- 王丹妮在香港影庫上的簡介
- 王丹妮在豆瓣上的资料（简体中文）
- 王丹妮在互联网电影资料库（IMDb）上的資料（英文）